# VI Batallón de Fortaleza de la Luftwaffe
El VI Batallón de Fortaleza de la Luftwaffe (VI. Luftwaffen-Festungs-Bataillon) fue una unidad de la Luftwaffe durante la Segunda Guerra Mundial.

## Historia
Fue formado en septiembre de 1944 a partir del 1206.º Batallón de Campaña de la Luftwaffe, con 3 compañías, fue transferido al VII Ejército en Eifel. Para la formación se recurrió a personal de la Escuela de pilotos 1 en Görlitz, Escuela de pilotos 2 en Wurzburgo, Escuela de pilotos 14 en Klagenfurt y la Escuela de pilotos 112 en Nellingen. El 15 de septiembre de 1944 el batallón llegó a Prüm. Unos días más tarde entró en acción en el área de Sellerich. Fue asumido por la 2.ª División Panzer SS Das Reich el 27 de septiembre de 1944 y ese mismo día, algunos restos del batallón fueron incorporados al 31.º Batallón de Fusileros SS. Mediante resolución del 28 de octubre de 1944 (O.K.L./Gen. Qu. Az. 12751/44 g. Kdos.) el batallón fue disuelto y a mediados de octubre de 1944* absorbido por la 49.ª División de Infantería.
| Unidad       | Correo Postal |
| Plana Mayor  | 62593 A       |
| 1.ª Compañía | 62593 B       |
| 2.ª Compañía | 62593 C       |
| 3.ª Compañía | 62593 D       |

Nota: En otras fuentes se menciona que el 28 de octubre de 1944 es absorbido por la 49.ª División de Infantería*.